# 김택환
김택환(1990년 7월 1일 ~ )은 대한민국의 전직 카트라이더 리그 선수이다. 2005년부터 2011년까지 제5차 리그부터 제14차 리그에서 선수로 활동한 바 있다. 이후 은퇴하고 아프리카TV 등에서 스트리머 활동을 이어나가다, 2018년 넥슨 카트라이더 리그 듀얼 레이스 시즌 3에 잠시 복귀하였다.

## 학력
- 동아고등학교 졸업
- 동부산대학교 전문학사

## 수상 경력
다음은 김택환 개인, 혹은 소속된 팀의 수상 경력 일람이다.
- K-SWISS 카트라이더 팀배틀 챔피언십 3위 (AN-Gaming : 박준혁, 안한별, 유영혁 공동)
- 2008년 버디버디 카트라이더 9차 리그 6위
- 2008년 버디버디 카트라이더 10차 리그 10위
- 2010년 Nexon 카트라이더 11차 리그 11위
- 2010년 Nexon 카트라이더 12차 리그 4위
- 2011년 Nexon 카트라이더 13차 리그 6위

## 은퇴 이후
김택환은 카트라이더 리그 선수 은퇴 즈음인 2010년 12월 7일, 아프리카TV 인터넷 게임 카트라이더 방송을 시작했다. 이후 특유의 재치와 유머감각으로, 2019년 현재, 유튜브 구독자 약 33만명을 확보하는 등, 인기를 얻고 있다는 평가이다. 그러나 최근 타 유튜버에 비해 지루한 편집과 저퀄리티의 영상때문인지 구독자가 1만명이상 떨어지고 현재 32만명의 구독자를 보유하고 있고 영상들도 조회수가 5만 이하를 맴도는 것을 보아 타 카트라이더 유튜버에 비해 인기도가 확연히 떨어진것으로 보인다.